# Битка код Хераклеје (1101)
Битка код Хераклеје одиграла се крајем јуна 1101. године између треће крсташке армије под вођством Вилијама II од Невера и Селџучког царства под вођством Килиџа Арслана. Битка је део крсташког рата 1101. године и завршена је победом Турака и уништењем армије крсташа.

## Битка
Прешавши Босфор, Вилијам је водио своју армију кроз Анадолију у намери да дође до Антиохије, а онда крене ка Јерусалиму. Имали су несрећу да их извиднице армије Килиџ Арслана и армије из Данишмена опазе. Још увек пијани од победе над две крсташке армије, али не и неопрезни, Турци крајем јуна крсташе дочекаше у близини Хераклеје. Ту их страховито разбише, а од целе армије спаасила се тек шака људи међу којима је био и Вилијам од Невера. Успео је да се у прњама, опљачкан до голе коже од својих водича, некако дочепа Антиохије.